# Dynamic Steering
Dynamic Steering (DSR) är ett tekniskt hjälpmedel för fordon som reglerar utväxlingen på hydrauliska och elektriska servostyrningar, för att anpassa det till fordonets hastighet och väglag. Syftet är att öka bilens manövrerbarhet och göra det mer bekvämt att köra.
Systemet fungerar genom en elektrisk motor som är monterad ovanpå en hydraulisk styrinrättning. Motorn hämtar information som bygger på data från förarens styrning och från sensorer på hjulupphängningen. Syftet är att ge optimal styrförmåga i alla situationer.
DSR implementerades först i Seats 2002 León Cupra R. Men enligt Acumen Research and Consulting, den 4 februari 2020, är bland de företag som har tillverkat DSR-system, "de ledande konkurrenterna BMW, Ford Motor, Volvo, ZF-TRW, Audi, Bosch, Denso Corporation, Danfoss och Knorr-Bremse". Men DSR:s implementering är inte begränsad till kommersiella bilar eftersom bussar och industrifordon också utnyttjar tekniken.

## Komponenter
Huvudkomponenterna i DSR-system i bilar är kontrollenheten, sensorer och elmotorn. Styrenheten fungerar som dator för DSR-enheten och ger instruktioner till elmotorn. Instruktioner bestäms genom att utvärdera data från sensorer för att beräkna lämpliga styrkorrigeringar. Sensorer samlar in data som aktuell fordonshastighet, svängvinkel, terrängförhållanden, sidvindsacceleration och vridmoment som appliceras på ratten. Elmotorn är en enhet som tillför vridmoment i form av mekanisk energi till en styrväxel (växeln som svarar för att översätta rattens rotation till den faktiska svängningen av ett fordon). Efter att ha beräknat nödvändiga styrkorrigeringar, instruerar styrenheten elmotorn att applicera det vridmoment som behövs på fordonets hydrauliska styrväxel. För att styra elmotorn hämtar den data 2 000 gånger per sekund (som i Volvo FM-lastbilar) baserat på input från föraren och från sensorerna ombord. Dess syfte är att ge exakt styrning i varje situation.

## Styrkorrigering i vissa situationer
DSR-systemet kan anpassas till olika miljöer som kräver styrhjälp. Sensorer övervakar ständigt väglag och fordonshastighet och vidarebefordrar sedan denna information till kontrollenheten. Styrenhetens instruktion till elmotorn kommer att skilja sig beroende på de aktuella miljösituationer fordonet står inför.

### Sidvindsstabilisering
När en sidvind upptäcks tar DSR-systemets sensorer in data som sidvindsacceleration (kraften från en sidvind vinkelrätt mot fordonet), däckfriktion (kraften mellan däcken och ytan som hindrar däcken från att glida), fordonets tröghet (fordonets tendens att köra i en stabil riktning) och den aktuella styrvinkeln. Observerade data som körbeteende och offset styrbias tas också med i beräkningen. Körbeteende bestäms genom ackumulering av data över en längre period snarare än data som samlas in av sensorer i realtid, som ovan nämnda data. Förskjutning av styrningen bestäms också över en längre period där förarens tendens att vrida ratten utanför mitten vid rakkörning registreras. Styrenheten kommer att använda data ovan för att beräkna kraften från sidvinden som verkar på fordonets masscentrum och bestämma vridmomentet som elmotorn ska utöva på styrhydrauliken för att stabilisera ratten i rätt mängd.

### Ojämn väg
DSR-systemets sensorer övervakar ständigt vägförhållandena för att upptäcka hinder som ojämn trottoarkant eller gropar. Om vägförhållandena gör att ett fordon avviker från sin väg, kommer DSR att korrigera sin väg genom att applicera nödvändigt vridmoment på dess rattstång autonomt. Föraren behöver inte stabilisera ratten för hand eftersom DSR kommer att motverka vibrationer från ratten som orsakas av ojämna vägar.

### Öka/minska hastighet
I situationer där fordonet färdas i hög hastighet, kommer DSR-systemet att dra åt ratten och sänka styrförhållandet för att tillåta fordonet att färdas i en stabil riktning. Ratten kommer att ställas på plats istället för att föraren ska hålla ratten hårt för att förhindra att den skakar. Vid lägre hastigheter kommer DSR-systemet att öka styrförhållandet genom att elmotorn ger mer assistans till det hydrauliska styrsystemet. Det behövs alltså mindre vridmoment till att appliceras på ratten vid skarpa svängar. Detta gör att styrningen känns lättare och mer kontrollerad.

## Fördelar
Det ökar fordonets manövrerbarhet, vilket gör det mer bekvämt att köra. Detta tar bort den fysiska ansträngningen att styra även vid låga hastigheter, oavsett hur tung lasten är, genom kontinuerlig återkoppling och avkänning av systemet. Den förbättrar riktningsstabiliteten vid höga hastigheter, så att inga små styrjusteringar behövs. Det minskar effekten av vägstörningar som gupp och gropar på ratten vid förarplatsen. Det upptäcker oönskade avvikelser hos hjulen, som balanseras ut av den elektriska servomotorn.
DSR-system minskar det vridmoment som krävs av förare för att göra svängar och stabilisera sina fordon. Under 2018 fastställde en studie gjord av International Journal of Occupational Safety and Ergonomics att dynamisk styrning minskade den totala muskelaktiviteten i genomsnitt med 15-25 procent vid svängning. De rapporterade också en 68 procent minskning av muskelaktiviteten vid styrmanövrar som krävde fullt rörelseomfång från förarna. Dynamisk styrning gör körningen till en bekvämare upplevelse eftersom smärta och risken för skador från muskelaktivitet minskar avsevärt.
DSR-system gör också körningen säkrare eftersom fordonets stabilitet och styrkontroll avsevärt förbättras. Hinder på vägen som ojämn mark eller gropar kan orsaka instabil körning. Men med DSR har fordon nu större riktningsstabilitet som motverkar krafterna från ojämna ytor och gropar, vilket minskar antalet olyckor. Förutom att minska körtrötthet ökar exakt kontroll av svängar och stabilitet i högre hastigheter i slutändan säkerheten genom användningen av DSR. Frågan om eventuellt elektriskt eller sensorfel i DSR tas också upp. I fall med sådana händelser är DSR programmerad att stänga av sig själv och elmotorn stängas av för att återställa fordonet till hydraulisk styrning (styrning utan hjälp av DSR).